# Revisor
 Denne artikel omhandler overvejende eller alene danske forhold. Hjælp gerne med at gøre artiklen mere almen.
En revisor er en person, der har som arbejde at revidere regnskaber, det vil sige at kontrollere deres rigtighed – om bilag forefindes, kontoplanen overholdes m.m.

## Autorisation
Der er knyttet to autorisationsordninger til revisor-erhvervet:
- De statsautoriserede revisorer.
- De registrerede revisorer.

I Danmark skal man have bestået Cand.merc.aud for at blive statsautoriseret revisorer.
Registrerede revisorer kan nøjes med en HD i regnskab samt en række tillægsfag (den obligatoriske del af cand.merc.aud). Det er ikke længere muligt at tage eksamen som registreret revisor.
En meget stor del af den autoriserede revision udføres af de fire store (big four) verdensomspændende revisionsfirmaer Deloitte, PwC, Ernst & Young og KPMG, som alle er repræsenteret i Danmark.
Desuden findes en række personer, der er beskæftigede som revisorer, men som ikke er godkendt (titlen er ikke beskyttet). Endelig er der mange foreningsvalgte revisorer, som hyppigt er uden særlige forudsætninger for at gennemføre revision – men er valgt ud fra et godt omdømme og sund fornuft.

## Revisionspligt i Danmark
Selskaber der har en vis størrelse, skal lade deres regnskaber revidere af en registeret eller autoriseret revisor. Hvis et selskab i to på hinanden følgende regnskabsår på balancetidspunktet overskrider to af følgende størrelser skal regnskaberne revideres:
- Nettoomsætning på 8 millioner kroner
- balancesum på 4 millioner kroner

- Mere end 12 ansatte.
Børsnoterede selskaber og virksomhederunder finansielt tilsyn skal revideres af en statsautoriseret revisor.

## Revision
Revisionen skal sikre, at det aflagte regnskab giver et retvisende billede (Årsregnskabsloven, kapitel 3). For den offentlige økonomi – herunder foreninger og fonde, som bestyrer offentlige tilskud – er kravet i princippet det samme, idet der hyppigt også skal gennemføres forvaltningsrevision; det skal kontrolleres, at anvendelse af resurser er i overensstemmelse med de givne regler, og at anvendelsen sker på en effektiv måde.
Revisionen kan ske ved en kombination af følgende tre metoder:
- Systemanalytisk revision (eller systemrevision) – hvor det kontrolleres, i hvilken grad den reviderede virksomheds egne forretningsgange og kontroller sikrer en korrekt dataopsamling. Systemanalytisk revision inddrager elementer fra systemanalysen.
- Regnskabsanalytisk revision – hvor det vurderes om regnskabets tal er plausible i forhold til den viden revisor har om virksomheden. Den regnskabsanalytiske revision inddrager elementer fra regnskabsanalysen.
- Substansrevision – hvor der gennemføres en stikprøvevis kontrol af bilag mv. Substansrevisionen giver både et selvstændigt bidrag til revisionens konklusion, men bidrager også til kontrollen af, at virksomhedens kontroller har været effektive (systemanalytisk revision).

Resultatet af revisionen er en påtegning af regnskabet, hvor:
1. Det reviderede regnskab identificeres.
2. Det påpeges, at det er ledelsens aflagte regnskab, som er revideret.
3. Der redegøres (kort) for den udførte revision.
4. Der redegøres for eventuelle forbehold (herunder eventuelt forbrug af midler, som ikke er i overensstemmelse med regler eller bevillinger under det offentlige område).
5. Der gives eventuelle supplerende oplysninger.
6. Der konkluderes, om regnskabet kan anses for retvisende.

Såfremt der ikke er forbehold eller supplerende oplysninger, og regnskabet er retvisende, siges der at være tale om en blank påtegning.

Fravælgelse af revision sker ved stiftelse af et selskab eller på en ordinær generalforsamling.

## Andre opgaver
Ud over selve revisionen bistår revisorer kunderne med en række andre ydelser.
Udarbejdelse af skatteregnskab er en opgave, som revisor typisk inddrages i. Skattereglerne er komplekse, og det er sjældent økonomisk for virksomheden selv at bibeholde ekspertise på skatteområdet.
Økonomisk rådgivning indgår ligeledes hyppigt, idet revisor kan være sparringspartner for ledelsen omkring større økonomiske beslutninger.
Udarbejdelse eller opstilling af regnskab kan ligeledes indgå.
For en række mindre revisionsfirmaer er bogføring ligeledes et stort forretningsområde. Håndværksmestre og mindre forretningsdrivende indleverer alle bilag til revisor, som så forestår bogføringen og udarbejdelse af regnskabet.
Uanset revisors deltagelse i udarbejdelse af regnskab og eventuelt også bogføring vil aflæggelse af regnskabet være ledelsens ansvar.

## Tilsyn og klager
Alle former for klager over revisorer eller revisionsvirksomheder indberettes til Revisornævnet.
Den uafhængige tilsynsvirksomhed Revisortilsynet, der blev etableret i 2003, fører tilsyn med alle statsautoriserede og registrerede revisorer og revisionsvirksomheder, ligesom de udfører en lovbestemt kvalitetskontrol.